# Krynice (gmina)
Pour les articles homonymes, voir Krynice.
Krynice est une gmina rurale (gmina wiejska) du powiat de Tomaszów Lubelski, dans la Voïvodie de Lublin, dans l'est de la Pologne.
Son siège administratif (chef-lieu) est le village de Krynice, qui se situe environ 15 kilomètres (km) au nord de Tomaszów Lubelski (siège du powiat) et 94 kilomètres au sud-est de la capitale régionale Lublin (capitale de la voïvodie).
La gmina couvre une superficie de 73,58 km2 pour une population de 3 634 habitants en 2006.

## Histoire
De 1975 à 1998, la gmina est attachée administrativement à l'ancienne voïvodie de Zamość.

Depuis 1999, elle fait partie de la nouvelle voïvodie de Lublin.

## Géographie
La gmina inclut les villages (sołectwa) de:

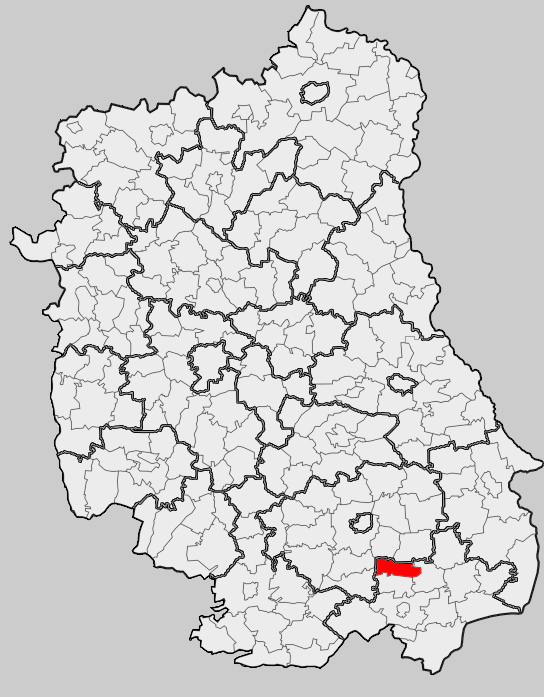
Position de la gmina dans la voïvodie

- Antoniówka
- Budy Dzierążyńskie
- Dąbrowa
- Dzierążnia
- Huta Dzierążyńska
- Kolonia Partyzantów
- Krynice
- Majdan Krynicki
- Majdan Sielec
- Polanówka
- Polany
- Romanówka
- Zaboreczno
- Zadnoga
- Zwiartów
- Zwiartów-Kolonia

### Gminy voisines
La gmina de Krynice est voisine des gminy de
- Adamów
- Komarów-Osada
- Krasnobród
- Łabunie
- Rachanie
- Tarnawatka

## Structure du terrain
D'après les données de 2002, la superficie de la commune de Krynice est de 73,58 kilomètres carrés, répartis comme telle :
- terres agricoles : 84%
- forêts : 12%

La commune représente 4,95% de la superficie du powiat.

## Démographie
Données du 30 juin 2004:
| Description        | Total  | Total | Femmes | Femmes | Hommes | Hommes |
| ------------------ | ------ | ----- | ------ | ------ | ------ | ------ |
| Unité              | Nombre | %     | Nombre | %      | Nombre | %      |
| Population         | 3 697  | 100   | 1 861  | 50,3   | 1 836  | 49,7   |
| Densité (hab./km²) | 50,2   | 50,2  | 25,3   | 25,3   | 25     | 25     |